# AAA Best
Albums de AAA
Buzz Communication
(2011)
Compilations par AAA
Attack All Around
(2008) Another side of AAA Best
(2012)
#AAABEST est la 2e compilation du groupe AAA. Elle est sortie sous le label Avex Trax le 14 septembre 2011 au Japon. Elle arrive 1re à l'Oricon. Il se vend à 66 203 exemplaires la première semaine et reste classé 12 semaines pour un total 91 254 exemplaires vendus. Elle sort au format CD, CD+DVD, CD+2DVD, et 2CD (mu-mo version). L'édition mu-mo sort avec 7 pochettes différentes, sur chacune se trouve un des membres du groupe.

## Liste des titres
| 1.  | Beyond ~ Karada no Kanata (BEYOND~カラダノカナタ)                                        |  |
| 2.  | Music!!!                                                                                 |  |
| 3.  | Tabidachi no Uta (旅ダチノウタ)                                                          |  |
| 4.  | Break Down                                                                               |  |
| 5.  | Hide-away                                                                                |  |
| 6.  | Heart and Soul                                                                           |  |
| 7.  | Aitai Riyuu (逢いたい理由)                                                               |  |
| 8.  | Makenai Kokoro (負けない心)                                                              |  |
| 9.  | PARADISE                                                                                 |  |
| 10. | Daiji na Koto (ダイジナコト)                                                             |  |
| 11. | No cry No more                                                                           |  |
| 12. | CALL                                                                                     |  |
| 13. | Hallelujah (2011 Ver.) (ハレルヤ (bonus track))                                          |  |
| 14. | Hurricane Riri, Boston Mari (2011 Ver.) (ハリケーン・リリ、ボストン・マリ (bonus track)) |  |
| 15. | Get Chu! (2011 Ver.) (Get チュー! (bonus track))                                         |  |

| 1. | Think about AAA 5th Anniversary ~season 8~  |  |
| 2. | Think about AAA 5th Anniversary ~season 9~  |  |
| 3. | Think about AAA 5th Anniversary ~season 10~ |  |
| 4. | Think about AAA 5th Anniversary ~season 11~ |  |

| 1.  | Beyond ~ Karada no Kanata (BEYOND~カラダノカナタ) |  |
| 2.  | Music!!!                                          |  |
| 3.  | Tabidachi no Uta (旅ダチノウタ)                   |  |
| 4.  | Break Down                                        |  |
| 5.  | Hide-away                                         |  |
| 6.  | Heart and Soul                                    |  |
| 7.  | Aitai Riyuu (逢いたい理由)                        |  |
| 8.  | Makenai Kokoro (負けない心)                       |  |
| 9.  | PARADISE                                          |  |
| 10. | Daiji na Koto (ダイジナコト)                      |  |
| 11. | No cry No more                                    |  |
| 12. | CALL                                              |  |

| 1. | "Sekai e Tsunagu, Mirai e Tsunagu MUSIC!!!" (「世界へつなぐ、未来へつなぐMUSIC!!!」) |  |